# روبرت إف. برادفورد
روبرت إف. برادفورد هو محامي وسياسي أمريكي، ولد في 15 ديسمبر 1902 في بوسطن في الولايات المتحدة، وتوفي بنفس المكان في 18 مارس 1983. نشط حزبياً في الحزب الجمهوري. وقد انتخب نائب حاكم ماساتشوستس ‏ (3 يناير 1945 – 2 يناير 1947) وانتخب حاكم ماساتشوستس ‏ (2 يناير 1947 – 6 يناير 1949).